# Karl Gottfried von Leitner

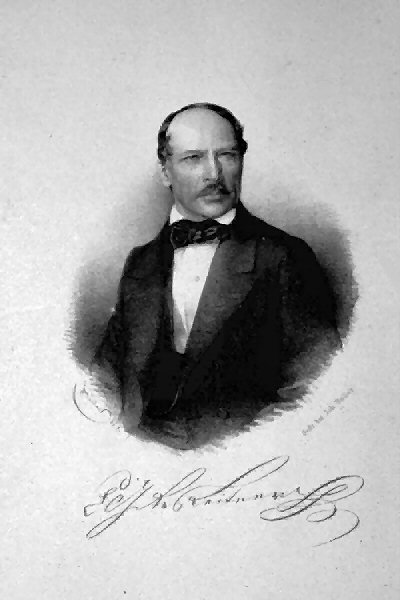
Karl Gottfried von Leitner, litografi av Johann Stadler, 1857.

Karl Gottfried Ritter von Leitner, född 18 november 1800 i Graz, död där 20 juni 1890, var en österrikisk författare.
Leitner studerade filosofi, historia och juridik samtidigt som han var verksam som gymnasielärare i Celje i nuvarande Slovenien. Från 1837 till 1854 var han lantdagssekreterare. Från 1858 till 1864 var han museiintendent vid Landsmuseet Joanneum.
Flera av Leitners dikter tonsattes av Franz Schubert.

## Verk i urval
- Biographie von Erzherzog Johann von Österreich (1860)
- Herbstblumen (1870)
- Novellen und Gedichte, (1880)
- Gedichte, utgivna av Anton Schlossar (1909)
- Jakob Lorber Lebensbeschreibung, (nyutgåva 1998), ISBN 3-87495-043-3